# Cameron McEvoy
Cameron McEvoy (Gold Coast, 13 maggio 1994) è un nuotatore australiano.

## Palmarès
- Giochi olimpici

Rio de Janeiro 2016: bronzo nella 4x100m sl e nella 4x100m misti.
Tokyo 2020: bronzo nella 4x100m sl.
Parigi 2024: oro nei 50m sl.
- Mondiali

Barcellona 2013: argento nella 4x100m misti.
Kazan 2015: argento nei 100m sl e nella 4x100m misti, bronzo nella 4x200m sl.
Gwangju 2019: argento nella 4x100m sl mista e bronzo nella 4x100m sl.
Fukuoka 2023: oro nei 50m sl.
Doha 2024: argento nei 50m sl, bronzo nei 50m farfalla.
Singapore 2025: oro nei 50m sl.
- Giochi del Commonwealth

Glasgow 2014: oro nella 4x100m sl e nella 4x200m sl, argento nei 50m sl, nei 100m sl, nei 200m sl e nella 4x100m misti.
Gold Coast 2018: oro nella 4x100m sl e bronzo nei 50m sl.
- Giochi PanPacifici

Gold Coast 2014: oro nei 100m sl e nella 4x100m sl, bronzo nei 200m sl, nella 4x200m sl e nella 4x100m misti.
- Mondiali giovanili

Lima 2011: oro nei 50m sl e nei 100m sl, bronzo nei 200m sl.

## Primati personali
I suoi primati personali in vasca da 50 metri sono:
- 50 m stile libero: 21"06 (2023)
- 100 m stile libero: 47"04 (2016)
- 200 m stile libero: 1'45"46 (2014)

I suoi primati personali in vasca da 25 metri sono:
- 50 m stile libero: 20"75 (2015)
- 100 m stile libero: 46"19 (2016)
- 200 m stile libero: 1'40"80 (2015)
- 400 m stile libero: 3'41"24 (2017)

## International Swimming League
| Stagione 2019 |
| ------------- |
| London Roar   |